# Питър Агре
 Питър Къртланд Агре (името и презимето на английски, фамилията на норвежки: Peter Courtland Agre) е американски лекар, преподавател и молекулярен биолог от норвежки произход, удостоен с Нобелова награда за химия през 2003 г., която споделя с Родерик Маккинън.

## Биография
Питър Агре е роден в Нортфийлд, Минесота. Получава бакалавърска степен в Аугсбург колеж в Минеаполис, Минесота и получава степен доктор по медицина в Университета „Джон Хопкинс“ в Балтимор, Мериленд. Работи като заместник-директор за наука и технология към Центъра за медицински изследвания на университета „Дюк“ в Дърам, където ръководи биомедицински изследвания. Избран е за член в Националната академия на науките на САЩ през 2000 г., както и на Американската академия за изкуства и науки през 2003 г.